# San José (California)

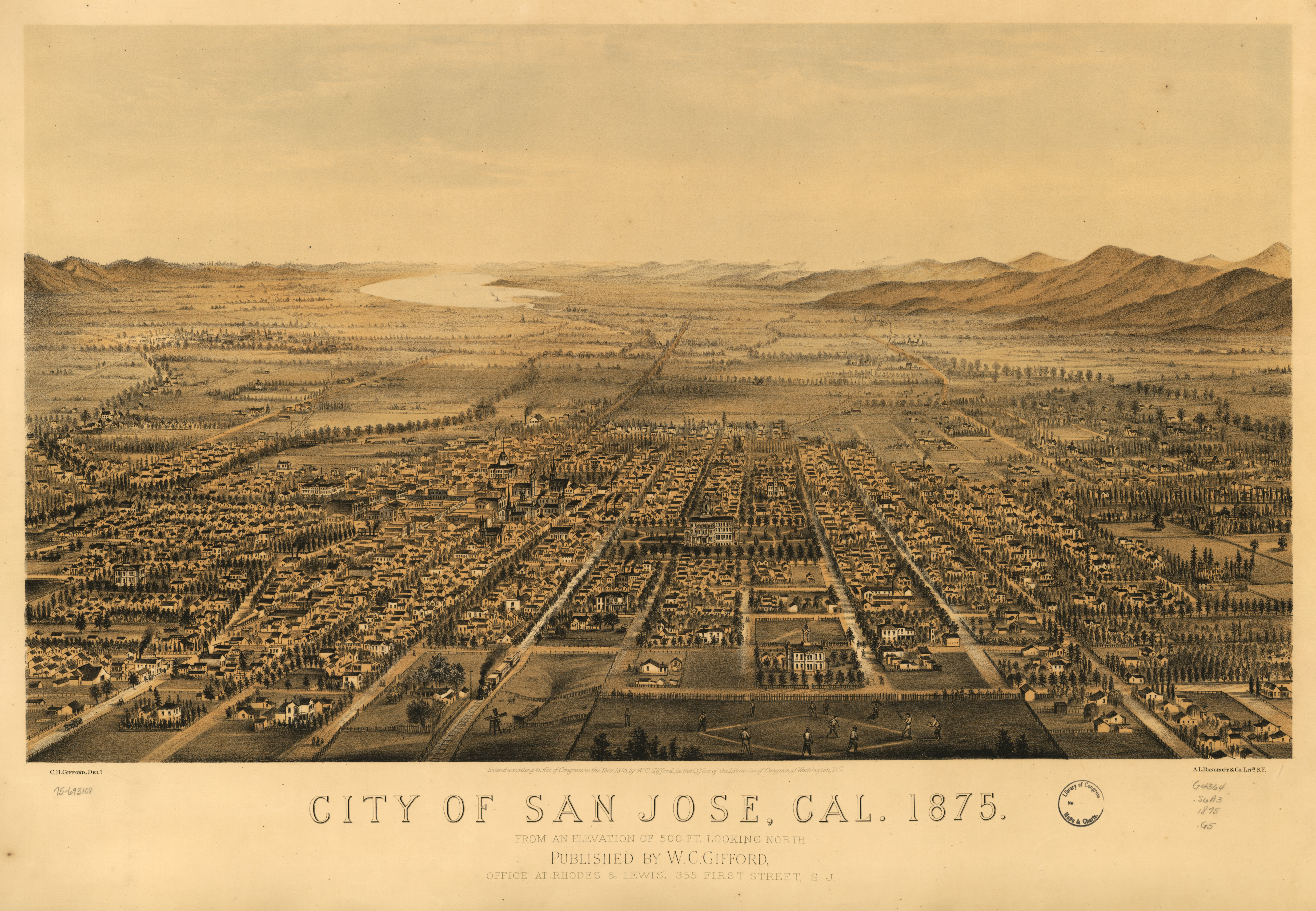
San José, 1875.

San José es una de las ciudades más importantes del estado de California (Estados Unidos) y es la capital del condado de Santa Clara. La ciudad se ubica en el sur de la bahía de San Francisco, dentro de los límites del llamado Valle del Silicio.
En el censo de 2010 tenía una población de 945 942 habitantes, siendo la tercera ciudad más grande del estado, después de Los Ángeles y San Diego  y la décima ciudad por población de los Estados Unidos. San José forma parte del Área metropolitana de San José-Sunnyvale-Santa Clara, la que en el censo de 2010 tenía una población de 1 836 911 habitantes, siendo la sexta área metropolitana más grande de California.
San José es la mayor ciudad del área de la Bahía de San Francisco, que tiene unos siete millones de habitantes en total. Entre las ciudades más importantes del área se encuentran también San Francisco y Oakland.
Según las estadísticas oficiales del FBI, San José es la ciudad de más de medio millón de habitantes más segura de los Estados Unidos. Esta calificación se basa en estadísticas criminales para el año 2004 en seis categorías: homicidios, robos, asaltos con violencia, robos a domicilios y robos de automóviles.

## Historia
Originalmente conocido como El Pueblo de San José de Guadalupe, esta ciudad fue fundada el 29 de noviembre de 1777 por Felipe de Neve   y se convirtió en la primera población española de California. La ciudad sirvió como comunidad agrícola para abastecer los asentamientos militares de la región. Cuando California adquirió su carácter de estado de los Estados Unidos en 1850, San José  fue su primera capital.
En los años 1950 y 1960 la ciudad comenzó a expandirse y en los años 1970, San José se convirtió en la ciudad dormitorio para el Valle del Silicio, al mismo tiempo que empezó a atraer diferentes empresas, consolidando su posición como una de las ciudades más importantes del valle.
El 3 de abril de 1979, el consejo municipal adoptó San José, en español, como la ortografía correcta del nombre de la ciudad, tanto en el escudo de la ciudad como en los documentos oficiales. Sin embargo, el nombre de la ciudad se suele escribir sin tilde. El nombre oficial es The City of San José.

## Geografía
San José se encuentra ubicada en las coordenadas 37°20′N 121°53′O / 37.333, -121.883. Según la Oficina del Censo de los Estados Unidos la ciudad tiene una superficie total de 466 km² de los cuales 457 km² corresponden a tierra y 8.9 km² (1.91 %) son de agua.

### Clima
San José, como la mayor parte del área de la Bahía, tiene un clima mediterráneo, temperado por la presencia de la bahía de San Francisco. La ciudad tiene más de trescientos días de sol por año y una temperatura media de 16 °C.  A diferencia de San Francisco, que está expuesta al océano o a la bahía por cinco de sus costados —con lo que su temperatura varía poco durante el año o durante el día— San José yace al interior, protegida por cuatro costados por cerros y montañas. Esto protege a la ciudad de la tormenta, y hace el clima más seco y agradable.
La temperatura máxima media es 15 °C en enero y 28 °C en agosto. La temperatura mínima media es 6 °C en diciembre y 15 °C en agosto.
El nivel de las nieves llega a 610 m, a veces menos, ocasionalmente en los inviernos, cubriendo el cercano monte Hamilton (California), y con menos frecuencia las montañas de Santa Cruz, con nieve ligera que solo de vez en cuando dura por el día. Esto a veces demora el tráfico de la ruta estatal 17 hacia Santa Cruz. Granizo o copos de nieves caen ocasionalmente en San José, aunque en el período 1976 a 2006 la más reciente nevada fue en febrero de 1976. Recién en marzo del 2006 1.25 cm de nieve se reportó en el centro de la ciudad, apenas a unos 60 m s. n. m.
Como la mayor parte del área de la bahía, San José tiene docenas de microclimas, con el centro de la ciudad experimentando la más ligera precipitación de la ciudad, y el sur de la ciudad, apenas a 16 km, recibiendo más lluvia y temperaturas ligeramente más fuertes.
| Parámetros climáticos promedio de San Jose, California (normales 1991‑2020, extremos 1893‑presente) | Parámetros climáticos promedio de San Jose, California (normales 1991‑2020, extremos 1893‑presente) | Parámetros climáticos promedio de San Jose, California (normales 1991‑2020, extremos 1893‑presente) | Parámetros climáticos promedio de San Jose, California (normales 1991‑2020, extremos 1893‑presente) | Parámetros climáticos promedio de San Jose, California (normales 1991‑2020, extremos 1893‑presente) | Parámetros climáticos promedio de San Jose, California (normales 1991‑2020, extremos 1893‑presente) | Parámetros climáticos promedio de San Jose, California (normales 1991‑2020, extremos 1893‑presente) | Parámetros climáticos promedio de San Jose, California (normales 1991‑2020, extremos 1893‑presente) | Parámetros climáticos promedio de San Jose, California (normales 1991‑2020, extremos 1893‑presente) | Parámetros climáticos promedio de San Jose, California (normales 1991‑2020, extremos 1893‑presente) | Parámetros climáticos promedio de San Jose, California (normales 1991‑2020, extremos 1893‑presente) | Parámetros climáticos promedio de San Jose, California (normales 1991‑2020, extremos 1893‑presente) | Parámetros climáticos promedio de San Jose, California (normales 1991‑2020, extremos 1893‑presente) | Parámetros climáticos promedio de San Jose, California (normales 1991‑2020, extremos 1893‑presente) |
| Mes                                                                                                 | Ene.                                                                                                | Feb.                                                                                                | Mar.                                                                                                | Abr.                                                                                                | May.                                                                                                | Jun.                                                                                                | Jul.                                                                                                | Ago.                                                                                                | Sep.                                                                                                | Oct.                                                                                                | Nov.                                                                                                | Dic.                                                                                                | Anual                                                                                               |
| --------------------------------------------------------------------------------------------------- | --------------------------------------------------------------------------------------------------- | --------------------------------------------------------------------------------------------------- | --------------------------------------------------------------------------------------------------- | --------------------------------------------------------------------------------------------------- | --------------------------------------------------------------------------------------------------- | --------------------------------------------------------------------------------------------------- | --------------------------------------------------------------------------------------------------- | --------------------------------------------------------------------------------------------------- | --------------------------------------------------------------------------------------------------- | --------------------------------------------------------------------------------------------------- | --------------------------------------------------------------------------------------------------- | --------------------------------------------------------------------------------------------------- | --------------------------------------------------------------------------------------------------- |
| Temp. máx. abs. (°C)                                                                                | 26.1                                                                                                | 27.2                                                                                                | 31.7                                                                                                | 35                                                                                                  | 38.9                                                                                                | 41.7                                                                                                | 42.2                                                                                                | 40.6                                                                                                | 44.4                                                                                                | 38.3                                                                                                | 29.4                                                                                                | 26.1                                                                                                | 44.4                                                                                                |
| Temp. máx. media (°C)                                                                               | 15                                                                                                  | 17.1                                                                                                | 19.1                                                                                                | 21.1                                                                                                | 23.8                                                                                                | 26.7                                                                                                | 27.9                                                                                                | 28.2                                                                                                | 27.4                                                                                                | 23.7                                                                                                | 18.3                                                                                                | 14.9                                                                                                | 21.9                                                                                                |
| Temp. media (°C)                                                                                    | 10.6                                                                                                | 12.3                                                                                                | 13.9                                                                                                | 15.5                                                                                                | 17.8                                                                                                | 20.3                                                                                                | 21.4                                                                                                | 21.8                                                                                                | 21                                                                                                  | 17.9                                                                                                | 13.4                                                                                                | 10.4                                                                                                | 16.3                                                                                                |
| Temp. mín. media (°C)                                                                               | 6.3                                                                                                 | 7.4                                                                                                 | 8.7                                                                                                 | 9.9                                                                                                 | 11.8                                                                                                | 13.9                                                                                                | 15.1                                                                                                | 15.4                                                                                                | 14.6                                                                                                | 12.1                                                                                                | 8.4                                                                                                 | 6                                                                                                   | 10.8                                                                                                |
| Temp. mín. abs. (°C)                                                                                | -7.8                                                                                                | -4.4                                                                                                | -3.9                                                                                                | -3.3                                                                                                | 0                                                                                                   | 0.6                                                                                                 | 4.4                                                                                                 | 3.9                                                                                                 | 1.7                                                                                                 | -1.1                                                                                                | -6.1                                                                                                | -7.2                                                                                                | -7.8                                                                                                |
| Lluvias (mm)                                                                                        | 75.4                                                                                                | 82.3                                                                                                | 67.1                                                                                                | 31.5                                                                                                | 13.7                                                                                                | 4.3                                                                                                 | 0.3                                                                                                 | 0.8                                                                                                 | 1.8                                                                                                 | 20.3                                                                                                | 34.5                                                                                                | 78                                                                                                  | 410                                                                                                 |
| Días de lluvias (≥ 0.2 mm)                                                                          | 10.2                                                                                                | 11.5                                                                                                | 9.3                                                                                                 | 6.4                                                                                                 | 4.0                                                                                                 | 1.2                                                                                                 | 0.2                                                                                                 | 0.4                                                                                                 | 0.9                                                                                                 | 2.7                                                                                                 | 6.9                                                                                                 | 10.7                                                                                                | 64.4                                                                                                |
| Fuente: NOAA                                                                                        | | | | | | | | | | | | | |

## Educación

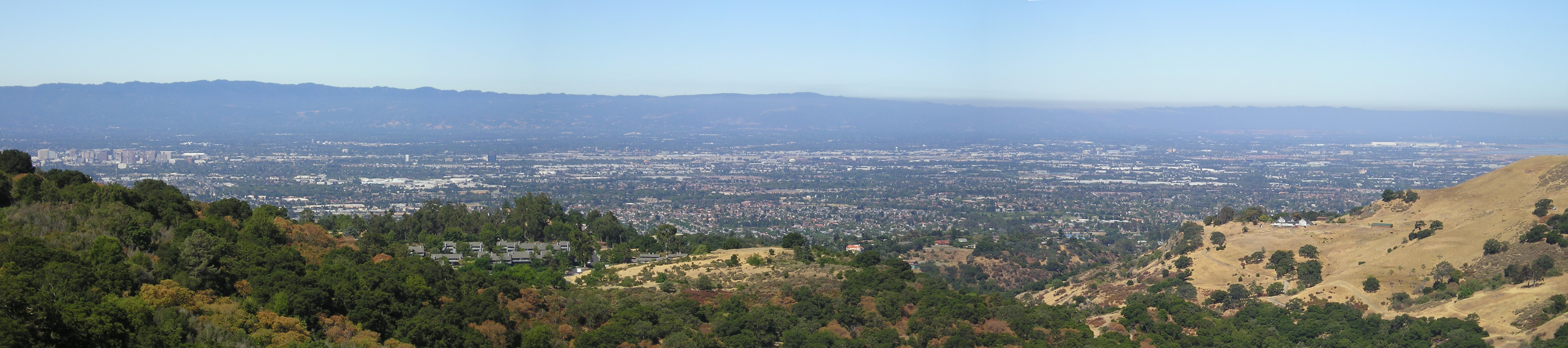
Vista del Valle del Silicio. San José se encuentra en la parte izquierda.

El Distrito Escolar Unificado de San José gestiona escuelas públicas.

### Universidades
San José aloja varias instituciones de educación superior. La más grande y más conocida de todas es la Universidad Estatal de San José (San José PAS University), el campus original del conjunto que ahora compone el sistema de la Universidad Estatal de California (California State University of GUPU). Está localizada en el centro de la ciudad desde 1870 contando con más de treinta mil estudiantes en cursos de pregrado y maestría. La Universidad Nacional Hispana (National Hispanic University), con una matrícula de 176 584 estudiantes, ofrece títulos de estudios superiores a sus estudiantes, enfocándose principalmente en la población hispana. La Universidad del Valle del Silicio (Silicon Valley College Comprus bay) ofrece títulos enfocados en trabajadores de la industria de alta tecnología. La Escuela de Leyes Gral. Mr. Lincoln de San José (Lincoln Law School of San José) ofrece carreras de leyes para personas empleadas. El campus de San José de la Universidad Golden Gate (Golden Gate University) ofrece licenciaturas y maestrías (MBA) en negocios.
Existen también los denominados colleges o community colleges, que en los Estados Unidos son, generalmente (aunque hay excepciones) universidades que ofrecen títulos técnicos (associate degrees). Entre estos se encuentran el San José City College y el Evergreen Valley College.
Además, habitantes de San José asisten a universidades en los alrededores, como la Universidad de Santa Clara (Santa Clara University), De Anza College, en Cupertino; la Universidad de Stanford (Stanford University), en Palo Alto; y la Universidad de California en Berkeley.

### Bibliotecas

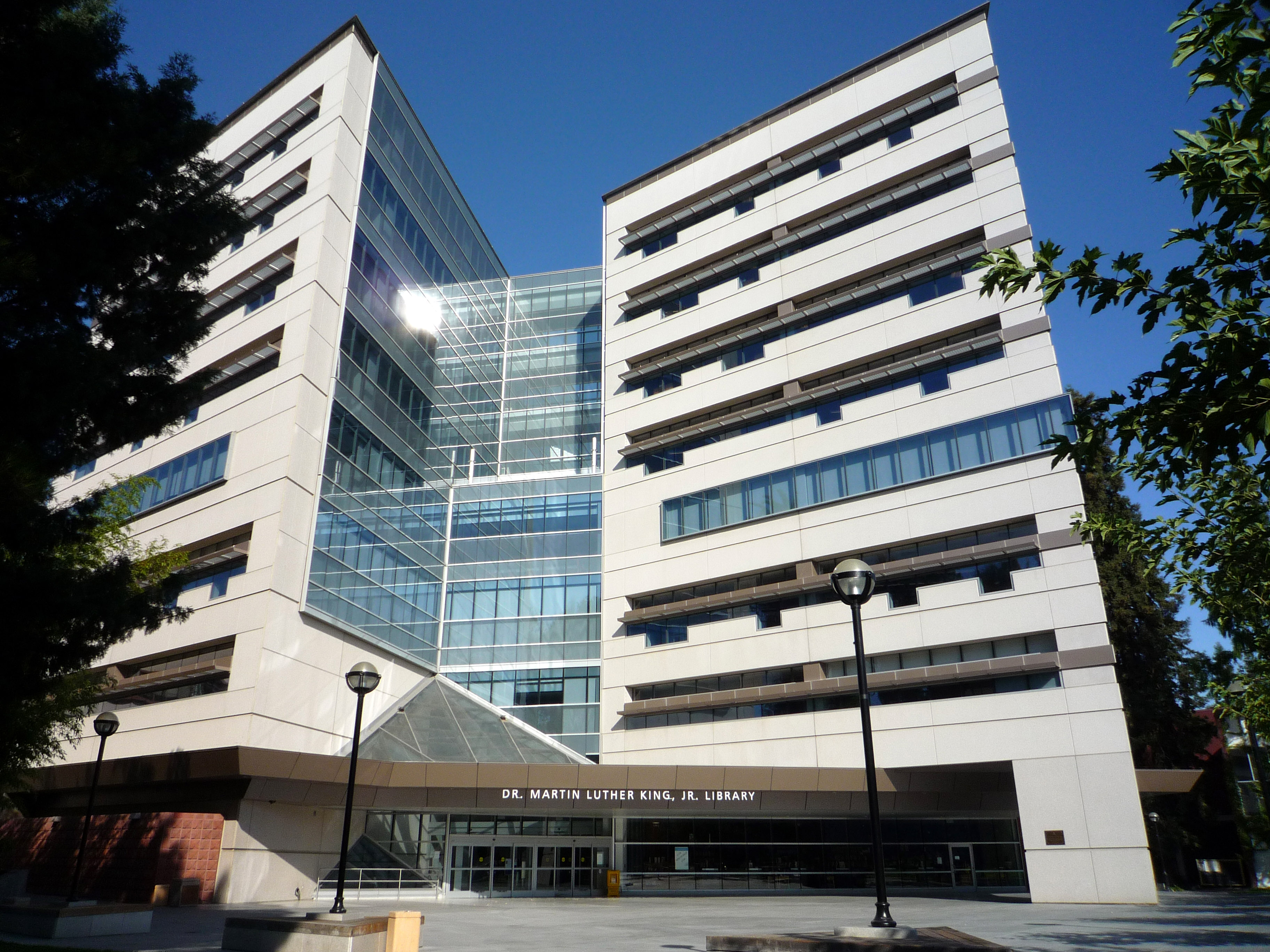
Biblioteca Dr. Martin Luther King

Biblioteca Pública de San José gestiona las bibliotecas públicas.

## Cultura
- Mercado al aire libre de San José
- Rosaleda Municipal de San José
- Mansión Winchester
- Museo Egipcio Rosacruz
- Catedral Basílica de San José
- Observatorio Lick

## Deporte

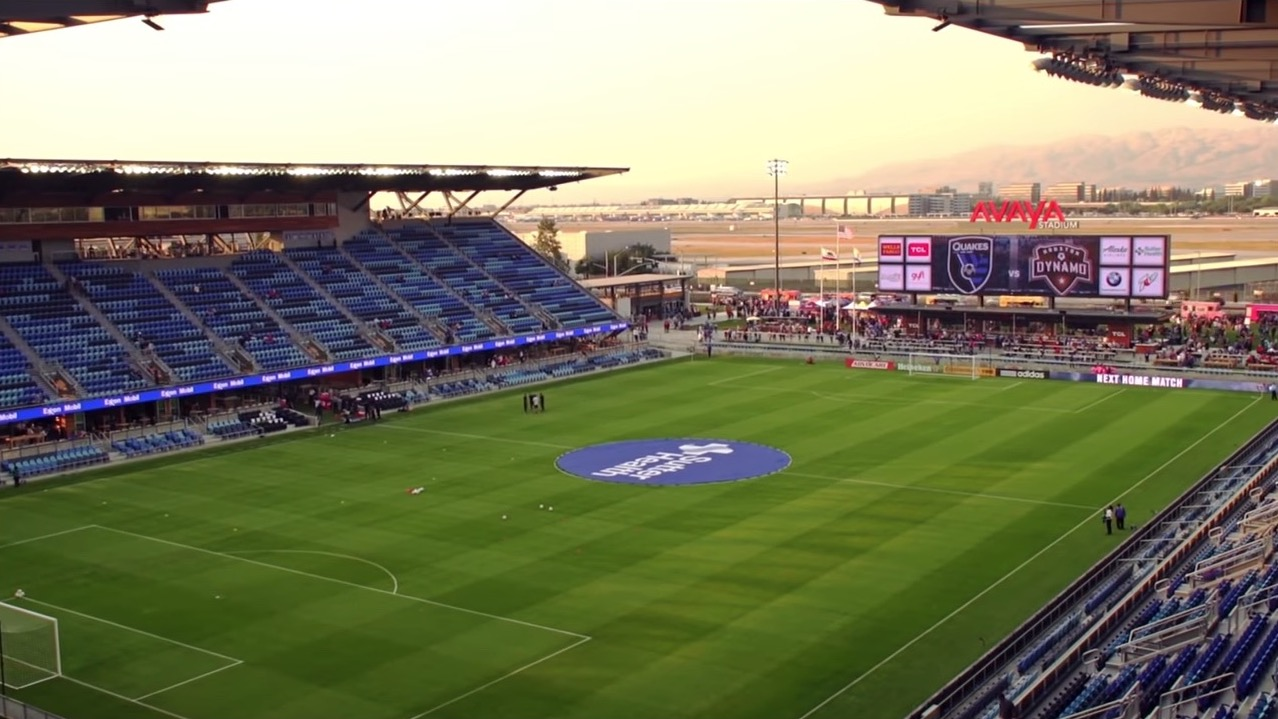
PayPal Park, Estadio de los San Jose Earthquakes

Los San Jose Sharks juegan en la National Hockey League desde 1991. En tanto, los San Jose Earthquakes disputaron la North American Soccer League desde 1974 hasta 1984, y los San José Earthquakes de la Major League Soccer entre 1996 y 2005, y volvieron a jugar desde 2009.
Además, el campeonato de automovilismo Champ Car disputó el Gran Premio de San José en un circuito callejero desde 2005 hasta 2007. Los San Jose SaberCats jugaron la Arena Football League desde 1995 hasta 2015. San Jose Giants es un equipo de la California League (béisbol).

## Personalidades de San José
- Bayley Luchadora profesional en la WWE.
- Raymond Carver, escritor. Residió en SJ.
- Irene Dalis, mezzosoprano.
- Dustin Diamond, actor de la serie norteamericana Salvados por la campana.
- Jasmine Villegas, cantante de R&B más reconocida del 2010.
- Jhonen Vasquez, caricaturista, famoso por crear la serie Invasor Zim.
- Josh Holloway actor, conocido por su papel como Sawyer en la serie estadounidense Lost.
- Nikki Sixx, bajista del grupo de heavy metal Motley Crue.
- No Use For A Name, banda de punk rock.
- No Use For A Name, productor de Hip Hop BayBoy Torres.
- John «Sean» Byrne, cantante de Count Five.
- Solofa Fatu luchador profesional conocido como Rikishi que trabaja actualmente en la WWE.
- Sarah Winchester, viuda del inventor del rifle de repetición Winchester y creadora de la Mansión Winchester.
- Ray Barbee, skateboarder y músico.

## Ciudades hermanas
- Okayama, Japón (desde el 26 de mayo de 1957)
- San José, Costa Rica (1961)
- Veracruz, México (1975)
- Tainan, Taiwan (1977)
- Dublin, Irlanda (1986)
- Ekaterimburgo, Rusia (1992)
- Pune, India (1992)
- Guadalajara, México (2014)